# Villa Spinola Narisano
Villa Spinola Narisano, conosciuta anche col nome di Palazzo Spinola Narisano è un'antica villa patrizia genovese sita nel quartiere di Cornigliano lungo l'antica via San Giacomo.
Faceva parte della cosiddetta via Aurea fortificata che dai piedi della collina di Coronata correva fino al Promontorio tra Cornigliano e Sestri Ponente.

## Storia
Di probabile costruzione cinquecentesca, villa Spinola Narisano era situata al centro del nutrito gruppo di ville fuori porta a Cornigliano della famiglia Spinola, collegate tra loro da un lungo muro di cinta attraverso il quale si accedeva ai palazzi e ai giardini tramite portoni.
La villa rimase di proprietà della famiglia fino all'Ottocento quando gli Spinola la vendettero ai Bisso, fabbricanti di mobili, successivamente, verso la fine del XIX secolo, i Bisso la vendettero a Gaetano Narisano, appartenente alla borghesia cittadina che nell'Ottocento si stava accaparrando alcune delle ex costruzioni di villeggiatura.
L'Ottocento fu un grande periodo per le ville patrizie di Genova che ritrovarono parte dello splendore del loro periodo di costruzione, tra Cinquecento e Seicento.
La destinazione abitativa si perde però negli anni e, nel 1895 i Narisano affittano parte della costruzione alle Suore missionarie del Sacro Cuore di Gesù che vi aprono una casa di cura per educande e, successivamente, un istituto scolastico.
Nel primo 1930 il primo piano risulta affittato ad un circolo privato, mentre dal 1938 al piano terra ha bottega un pastificio.
La diversificazione delle destinazioni degli interni trova un limite solo nel blocco del 1935 ad opera del Ministero per l'Educazione Nazionale.
Dopo circa un secolo dall'acquisto, nel 1944, Francesco Narisano vendette la proprietà a Gaetano Pedemonte che la conservò per poco mantenendo l'affitto al pastificio e ad un circolo di cacciatori al primo piano.
Nel 1956 la acquista Pietro Garuzzo. La villa passò nuovamente di mano nel 1975 ad Alessandro Zamponi, ultimo proprietario, che tentò di riorganizzarne l'assetto interno per adibirla ad uso uffici, progetto bloccato dalla Soprintendenza dei Beni Culturali e dagli organi di tutela del patrimonio artistico già intervenuti negli anni trenta.
Nel 1976 la Federazione Lavoratori Metalmeccanici e l'Italsider in accordo con i Consigli di fabbrica di Cornigliano e di Campi, decidono di destinare parte dei contributi sociali del salario per l'istituzione di un Centro socio-sanitario nella Delegazione.
A tal fine fu individuata Villa "Spinola Narisano "come possibile sede del Centro Civico Cornigliano e del Consultorio. Fu allora destinata una somma complessiva di Lit. *284.000.000* per contribuire all'acquisto dell'immobile già in via di acquisizione da parte del Comune di Genova.
Un primo progetto per l'utilizzazione del piano terra fu attuato nel 1980 mentre, dall’anno successivo, fu realizzato il progetto globale di risanamento dell'intero edificio, da parte del Servizio Edilizia Pubblica del Comune di Genova, concluso tra il 1984 e il 1986.
Fu poi completato il restauro degli affreschi del piano nobile destinato ad essere sede del Centro Civico Cornigliano.  È del 18 aprile 1985, l'inaugurazione ufficiale del Centro Civico Cornigliano e l'avvio delle sue attività.
Oggi la villa è destinata a Centro Civico per l'area urbana del quartiere di Cornigliano.

## Architettura

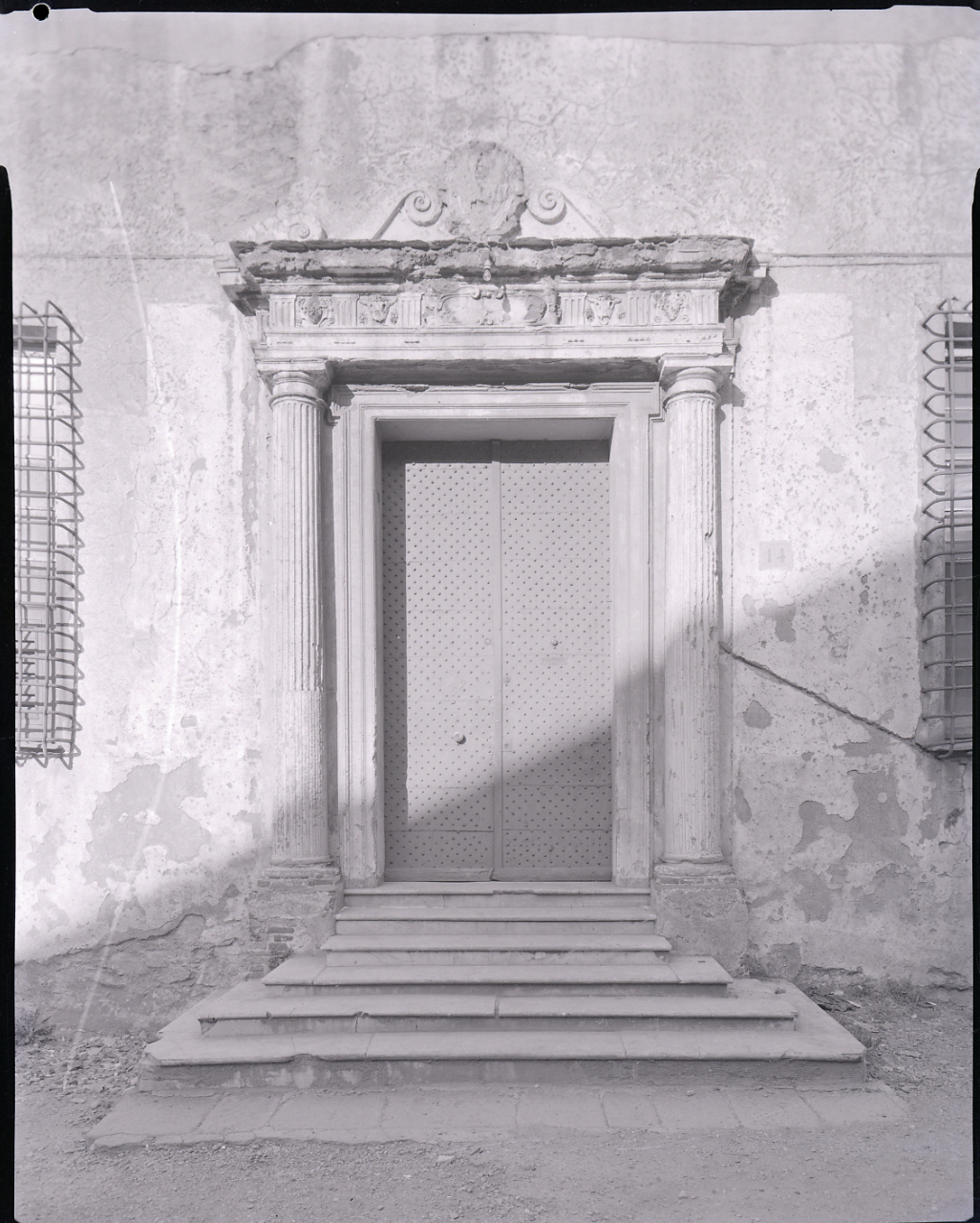
Villa Spinola Narisano. Facciata. Portale a colonne e architrave ornato di bucrani. Foto di Paolo Monti, 1963.

L'assetto architettonico di stampo pre-alessiano con un corpo abitativo cubico diviso in pianterreno, primo piano o piano nobile, mezzanino e tetto a piramide affiancato da una torre d'avvistamento originariamente separata e poi unificata dal 1757, come riportato da una planimetria del Vinzoni.
A differenza della maggior parte delle altre ville, il cui ingresso immetteva direttamente nello spazio abitativo dalla strada, in Villa Narisano l'accesso è collocato sul lato orientale, incorniciato da un portale cinquecentesco con trabeazione su colonne doriche.
Non è più visibile, invece, la decorazione delle facciate, interamente dipinte con soggetti classici di colonne e statue, di cui si hanno testimonianze risalenti fino al primo XX secolo.
Gustavo Dufour la descrive come segue:
All'interno sono ancora riconoscibili gli spazi dell'atrio e il grande scalone ad angolo retto che conduce al piano nobile.
Al primo piano una galleria, che originariamente affiancava la cappella oggi non più presente, conduce ad un grande salone a sud-est, posto sull'angolo del palazzo, mentre in due sale di rappresentanza si conservano quasi intatti i soffitti con gli affreschi del Cinquecento raffiguranti nei riquadri centrali, rispettivamente, il Ratto di Europa e Apollo e Dafne, contornati da motivi a grottesche.
La Scena con paesaggio sembra ascrivibile ad un periodo più tardo.
Le decorazioni delle pareti laterali, fregi, dipinti, portali e camini, sono invece andati perduti nel tempo.
Quasi completamente scomparso per l'apertura dell'attuale viale Narisano è il grande giardino che contornava l'edificio.